# Last Day on Earth: Survival
Last Day on Earth: Survival (thường được viết tắt là LDE: S) là tựa game sinh tồn thế giới mở góc nhìn nghiêng được phát triển bởi Kefir Studio và phát hành trên 2 nền tảng là Android và iOS. Tác phẩm có lối chơi tương tự như các tựa game trên PC như H1Z1, DayZ, 7 Days, ARK... Mặc dù không có chiều sâu như các trò chơi nói trên, nhưng LDE: S vẫn tạo được sức hút rất lớn, kể cả trong giai đoạn thử nghiệm.
Game lối bối cảnh thời kỳ hậu tận thế, vào năm 2027, khi một đại dịch không rõ nguồn gốc quét sạch 80% dân số thế giới, biến những người nhiễm bệnh thành những sinh vật khát máu, và chỉ còn lại vài người có hệ thống miễn dịch trong máu là còn sống. Họ phải sinh tồn bằng cách chế tạo vũ khí, thu thập thức ăn và tài nguyên để xây dựng một căn nhà kiên cố để chống lại những đợt càn quét của zombie. Đúng với chất sinh tồn, LDE: S không có tình yêu, tình bạn và sự thương hại, nó chỉ có một mục tiêu duy nhất: "giết hoặc chết". Ngoài những zombie ra, người chơi còn phải chống lại những kẻ sống sót khác, được trang bị vũ khí đầy đủ. Trò chơi còn có những NPC giúp đỡ người chơi bằng cách trao đổi vật phẩm, hoàn thành nhiệm vụ, xem quảng cáo để nhận vật phẩm hoặc kĩ năng. LDE: S cũng có những khu vực và "sự kiện" để người chơi khám phá, độ nguy hiểm của khu vực càng cao thì càng có nhiều tài nguyên.
Trò chơi đã nhận được rất nhiều đánh giá tích cực của game thủ, những đánh giá đó chủ yếu hướng đến yếu tố hồi hộp, nhưng vẫn còn chỉ ra sai sót ở một vài điểm. Mặc dù vẫn trong giai đoạn thử nghiệm nhưng tính đến cuối năm 2017, Last Day on Earth: Survival đã có hơn 70 triệu lượt tải xuống, qua đó trở thành một trong những tựa game mobile nổi tiếng nhất năm 2017.

## Lối chơi
Giống với những tựa game sinh tồn khác, LDE: S mở đầu khi người chơi chỉ có hai bàn tay trắng cùng chiếc quần đùi màu đỏ. Dần dần, người chơi sẽ kiếm được những vật phẩm, vũ khí, nguyên liệu và thức ăn. Đầu game, họ sẽ xuất hiện tại một khu vực được chỉ định là nhà. Kế bên đó là một vài vật phẩm, một căn nhà nhỏ và vài zombie. Khi tài nguyên trong khu nhà hết thì người chơi phải di chuyển đến khu vực khác trên "Bản đồ toàn cầu" (Global Map) để thu thập đồ dùng. Để di chuyển đến những khu vực đó có 3 cách: lái xe, chạy và đi bộ. Mỗi cách đều có những khuyết điểm của nó: lái xe tốn xăng, chạy tốn năng lượng còn đi bộ thì tốn thời gian. Những khu vực này được chia làm 3 cấp độ và những màu rõ rệt để phân biệt chúng: xanh lá (bình thường), vàng (nguy hiểm) và cuối cùng là đỏ (rất nguy hiểm). Ngoài ra còn có một vài khu vực có màu xanh dương. Cấp độ càng cao thì tài nguyên càng nhiều, đồng nghĩa với việc đối đầu với những chủng loại zombie nguy hiểm và đông hơn gấp nhiều lần. Ngoài ra, khi rời khỏi những khu vực như khu rừng, mỏ quặng thì chúng sẽ tự động đặt lại, nên khi người chơi chết thì họ sẽ không bao giờ tìm thấy xác nữa. Giết zombie, động vật và nhặt đồ vật giúp người chơi có thêm kinh nghiệm. Cấp độ càng cao thì mở khóa và chế tạo được nhiều vật phẩm hơn (cấp tối đa trong game là 209).
Ngẫu nhiên, một khu vực được gọi là "sự kiện" (Event) sẽ xuất hiện trong một khoảng thời gian nhất định. Người chơi sẽ lấy được vật phẩm bằng cách trao đổi đồ, hoàn thành nhiệm vụ hoặc đơn giản là tiến đến và mở những chiếc rương chứa đồ. Những "sự kiện" đó sẽ biến mất trong một khoảng thời gian ngắn. Những ngày lễ quan trọng (Halloween, Lễ Giáng Sinh, giao thừa...) thì sẽ xuất hiện một sự kiện có thời gian vài ngày hoặc vài tuần.
Thanh năng lượng là một trong những thứ quan trọng nhất LDE: S, giúp người chơi có thể di chuyển đến các khu vực khác nhau trên bản đồ. Khu vực càng xa thì càng tốn năng lượng và thời gian đi đến. Thanh năng lượng có thể được hồi theo thời gian (5 phút hồi 1 năng lượng), sử dụng nước tăng lực (Energy Drink), sử dụng tiền hoặc xem quảng cáo.

## Vũ khí
| Tên                              | Sát thương                      | Tốc độ tấn công | Sát thương mỗi giây | Sát thương đánh lén | Độ bền | Chú thích                                                                 |
| -------------------------------- | ------------------------------- | --------------- | ------------------- | ------------------- | ------ | ------------------------------------------------------------------------- |
| Nắm đấm (tay không)              | 6                               | 1.8             | 10.8                | 18                  | Vô hạn |                                                                           |
| Thương gỗ                        | 10                              | 1               | 10                  | 31                  | 100    |                                                                           |
| Thương thép                      | 12                              | 1.3             | 15.6                | 36                  | ???    |                                                                           |
| Rìu đá                           | 7                               | 0.9             | 6.3                 | 21                  | 50     |                                                                           |
| Cúp đá                           | 7                               | 1.1             | 7.7                 | 21                  | 50     |                                                                           |
| Rìu sắt                          | 20                              | 1.1             | 22                  | 60                  | 75     |                                                                           |
| Cúp sắt                          | 20                              | 0.9             | 18                  | 60                  | 75     |                                                                           |
| Ngọn đuốc                        | 12                              | 1.1             | 13.2                | 36                  | 100    |                                                                           |
| Gậy gỗ (Makeshift Bat)           | 14                              | 1               | 14                  | 42                  | 100    |                                                                           |
| Gậy đinh (Nail Board)            | 22                              | 1               | 22                  | 66                  | 100    | Bị xóa khỏi Bản thiết kế trong Beta v1.9                                  |
| Dao bếp                          | 17                              | 1.4             | 23.8                | 51                  | 100    |                                                                           |
| Xà beng                          | 17                              | 1.6             | 27.2                | 51                  | 100    |                                                                           |
| Xẻng                             | 26                              | 1               | 26                  | 78                  | 70     |                                                                           |
| Gậy băng (Frost Staff)           | 35                              | 1               | 35                  | 105                 | 80     |                                                                           |
| Quan đao (Guandao)               | 50                              | 0.7             | 35                  | 150                 | 32     | Chỉ xuất hiện trong sự kiện Năm mới                                       |
| Ống nước kim loại                | 26                              | 1.3             | 33.8                | 78                  | 98     |                                                                           |
| Búa nghiền sọ                    | 45                              | 0.7             | 31.5                | 135                 | 45     |                                                                           |
| Cần câu                          | 5                               | 1.1             | 5.5                 | 15                  | 10     |                                                                           |
| Dao rựa                          | 30                              | 1.3             | 39                  | 90                  | 80     |                                                                           |
| Katana                           | 35                              | 1.3             | 45.5                | 105                 | 70     |                                                                           |
| Gậy bóng chày                    | 20                              | 1               | 20                  | 60                  | 80     |                                                                           |
| Gậy golf                         | 18                              | 1.1             | 19.8                | 54                  | 80     |                                                                           |
| Búa                              | 8                               | 1.7             | 13.6                | 24                  | 100    |                                                                           |
| Gậy khúc côn cầu                 | 15                              | 1.3             | 19.5                | 45                  | 70     |                                                                           |
| Mái chèo                         | 20                              | 0.8             | 16                  | 60                  | 80     |                                                                           |
| Biển báo                         | 30                              | 0.7             | 21                  | 90                  | 80     |                                                                           |
| Cây chổi                         | 25                              | 1               | 25                  | 75                  | ?      |                                                                           |
| Đàn Guitar                       | 20                              | 1.0             | 20                  | 60                  | ?      |                                                                           |
| Chày gai sắt (Spiked Devastator) | 26                              | 1.3             | 33.8                | 78                  | ?      | Bị xóa khỏi Bản thiết kế trong Beta v1.9, thay thế bằng ống nước kim loại |
| Lưỡi cưa                         | 55                              | 0.7             | 38.5                | 165                 | 30     |                                                                           |
| Lưỡi hái                         | 60                              | 0.7             | 42                  | 180                 | 30     |                                                                           |
| Cung tên                         | 8-20                            | 0.6-1           | 4.8-1.2             |                     | 50     | Sát thương của Cung tên có vẻ đã bị thay đổi                              |
| Glock 17                         | 20                              | 3.3             | 66                  |                     | 100    |                                                                           |
| Zip Gun                          | 18                              | 0.8             | 14.4                |                     | 100    |                                                                           |
| Colt Python                      | 25                              | 1.4             | 35                  |                     | 100    |                                                                           |
| S&W Magnum                       | 25                              | 2.5             | 66                  |                     | ?      | Bị xóa khỏi Bản thiết kế trong Beta v1.9, thay thế bởi Colt Python        |
| Súng ngắn ổ xoay cũ              | 16                              | 0.8             | 12.8                |                     | ?      |                                                                           |
| Dual Beretta                     | 25                              | 3.3             | 82.5                |                     | 100    | Được thay thế bởi Colt Python trong Beta v1.9                             |
| Súng bắn pháo sáng               | 100 (sát thương theo thời gian) | 1               | ?                   |                     | 32     |                                                                           |
| Mini Uzi                         | 8                               | 8.3             | 66.4                |                     | ?      |                                                                           |
| MP5K                             | 4                               | 8               | 32                  |                     | ?      |                                                                           |
| M16                              | 12                              | 8.3             | 99.6                |                     | 170    |                                                                           |
| AK-47                            | 15                              | 8.3             | 124.5               |                     | 170    |                                                                           |
| FN SCAR                          | 18                              | 8.3             | 149.4               |                     | 170    |                                                                           |
| Winchester                       | 21                              | 0.9             | 18.9                |                     | 30     |                                                                           |
| Shotgun                          | 70                              | 0.9             | 63                  |                     | 40     |                                                                           |
| VSS Vintorez                     | 50                              | 2               | 100                 |                     | 60     |                                                                           |
| Súng trường Dragunov             | 137                             | 0.7             | 91                  |                     | ?      | Có được kể từ phiên bản 1.20.9                                            |
| Minigun                          | 22                              | 8.3             | 182.6               |                     | 160    | Giảm 50% tốc độ của người chơi khi trang bị                               |
| Milkor MGL                       | 200                             | 1.1             | 220                 |                     | 16     |                                                                           |
| Lựu đạn                          | 200                             |                 |                     |                     |        |                                                                           |

## Phát triển và phát hành
Last Day on Earth: Survival thực sự vẫn chưa kết thúc và vẫn đang trong giai đoạn thử nghiệm. Nhưng bất chấp điều này, tính đến đầu năm 2019, trò chơi đã có 96 triệu lượt tải xuống.

## Đánh giá

### Doanh thu
Tính đến đầu năm 2019 (18 tháng sau khi ra mắt), trò chơi đã đạt 96 triệu lượt tải xuống.

### Đánh giá
LDOE: S nhận được những đánh giá tích cực trên nhiều trang web khác nhau. Youmin Xingkong đã cho trò chơi 7.8 điểm. Gamezebo xếp hạng trò chơi 4 sao. GameFAQs cho trò chơi này 3,5 / 5 điểm. Whatoplay đã cho tựa game 8,3 điểm cho phiên bản Android và 7,69 điểm cho phiên bản iOS.

### Giải thưởng
Last Day on Earth: Survival đã nhận được giải thưởng Trò chơi Sáng tạo nhất trên Google Play vào năm 2017.